# لعبة الموت (مسلسل كوري جنوبي)
 لعبة الموت (بالكورية: 이제 곧 죽습니다)؛ هو مسلسل ويب كوري جنوبي، بطولة سيو ان جوك، بارك سو دام. مبني على الويبتون الذي يحمل نفس الاسم. صدر الجزء الاول على تيفينج من 4 حلقات في 15 ديسمبر 2023، وتم اصدار الجزء الثاني في 5 يناير 2024.

## القصة
يصور قصة الباحث تشوي يي جاي (سيو إن غوك) البالغ من العمر 31 عامًا، والذي ظل عاطلاً عن العمل لمدة خمس سنوات منذ تخرجه من الكلية، حاول إنهاء حياته، وامرأة تدعى "الموت" (بارك سو دام)، التي تعاقب يي-جاي بجعله يواجه 11 حالة وفاة وتناسخًا لتعلمه كيفية تقدير الحياة.

## طاقم

### رئيسي
- سيو ان جوك في دور تشوي يي جاي[6]
- بارك سو دام : الموت[6]

### داعم
- غو يون جونغ في دور لي جي سو: روائية كانت على علاقة بـ يي-جاي منذ أن كانا طلابًا جامعيين.[7]
- لي جي-هون في دور بارك تاي وو: الابن الأول والرئيس التنفيذي لمجموعة تايك-كانغ[8]
- كيم مين كيونغ والدة يي-جاي[9]

### تناسخ تشوي يي جاي
- تشوي شي وون
- سونغ هوون
- كيم كانغ هون
- جانغ سيونغ جو
- لي جايووك
- لي دو-هيون
- كيم جاي ووك
- أوه جونغ-سي
- كيم وون هاي

## الحلقات
| الجزء | الحلقات | الحلقات | الأصلي         | الأصلي |
| الجزء | الحلقات | الحلقات | الأول          | الأخير |
| ----- | ------- | ------- | -------------- | ------ |
| 1     | 4       | 4       | 15 ديسمبر 2023 | سيُعلن  |
| 2     | 4       | 4       | 5 يناير 2024   | سيُعلن  |

## الإنتاج
المسلسل من اخراج وكتابة ها بيونغ هون، من اعماله عودة الثنائي (2017)، الثامنة عشرة مجدد (2020). في 31 مايو 2023، أعلنت استوديوهات ديكستر أنها قد وقعت عقد للعمل على المؤثرات البصرية للمسلسل بميزانية قدرها 3.3 مليار وون، والذي يتم انتاجه من قبل استوديو إن واس ال ال وسارام انترتينمنت، وهو مسلسل اصلي لمنصة تيفينج.

## روابط خارجية
- الموقع الرسمي
 (بالكورية)
- لعبة الموت على موقع IMDb (الإنجليزية)
- لعبة الموت على موقع فيلمافينيتي (الإسبانية)
- لعبة الموت على موقع كينوبويسك (الروسية)
- لعبة الموت على موقع قاعدة بيانات الفيلم (الإنجليزية)
- لعبة الموت على هانسينما